# Maruja Torres
Maria Dolors Torres Manzanera connue sous le nom de Maruja Torres (Barcelone, 16 mars 1943) est une romancière et journaliste espagnole.

## Biographie
Ses parents étaient murciens et elle est née dans le quartier barcelonais de El Raval. Elle commence à travailler comme journaliste à l'âge de 21 ans grâce à Carmen Kurtz (es), puis plus tard pour diverses publications (La Prensa, Revista Garbo, Fotogramas, Por Favor, El País...). Ses opinions sur le Parti Populaire et le gouvernement israélien ont donné lieu à de nombreuses polémiques. Elle est chroniqueuse dans El País depuis 2013 et dans Mongolia nommée Cuéntaselo a Maruja.
Elle habite à Beyrouth.
En 2004 elle reçoit la Creu de Sant Jordi, distinction décernée par la Generalitat de Catalogne.

## Œuvre
- ¡Oh es él! Viaje fantástico hacia Julio Iglesias (1986)
- Ceguera de amor (1991)
- Amor América: un viaje sentimental por América Latina (1993)
- Como una gota (artículos, 1995)
- La garrapata (cuento perteneciente al libro Barcelona, un día,1998)
- Un calor tan cercano (1998)
- Mujer en guerra. Más másters da la vida (Biográfico, 1999)
- El velo y las lágrimas (cuento perteneciente a Mujeres al alba, 1999)
- Mientras vivimos (2000) XLIX Premio Planeta
- Hombres de lluvia (2004)
- La amante en guerra (2007)
- Esperadme en el cielo (2009)
- Fácil de matar, (2011)
- Sin entrañas, (2012)
- Diez veces siete, (2014)

## Prix
- Prix Víctor de la Serna (es) (1986)
- Prix Francisco Cerecedo (es) (1990)
- Prix de la Littérature Étrangère, Un calor tan cercano (1998)
- 49e Prix Planeta, Mientras vivimos (2000)
- Médaille d'or du mérite des beaux-arts par le Ministère de l'Éducation, de la Culture et des Sports (2005)[2]
- Prix Nadal, Esperadme en el cielo (2009)[3]